# 光源氏
光源氏（日语：／ Hikaru Genji），是日本平安時代女性文學家紫式部的著作《源氏物語》的男主角。

## 生平
在書中，光源氏是桐壺帝的第二皇子，生母桐壺更衣。光源氏天生即有著光輝燦爛的俊美外表，因此在幼年時即有著光之君的稱號。在三歲的時候，光源氏的生母桐壺更衣去世，由於幼年時即失去母親，因此造成光源氏往後的一生都在尋找與母親相似的女性。
光源氏之父桐壺帝原本有打算將其冊為東宮，但考慮到光源氏背後缺乏有力的外戚做後台，因此最後賜姓源氏，將光源氏從皇子身份臣籍降下，改為一般臣民。光源氏長大後，曾有來自高麗的預言家預言：「（光源氏）一生將有三位子女，一位為帝（冷泉帝），一位為后（明石中宮），其中較差的也能成為太政大臣（夕霧）」。（往後也是根據這個預言，光源氏晚年所迎娶的正妻女三宮懷孕時，光源氏曾懷疑非自己所出）。
在生母桐壺更衣逝世後，光源氏的父親桐壺帝聽聞先帝的第四皇女貌似桐壺更衣，因而將其迎入宮中。該女因出身皇族，得以受封為女御，並居於清涼殿一旁的飛香舍中，稱藤壺女御，為光源氏的繼母。
由於貌似生母，光源氏很快的愛上藤壺女御，最後甚至和其私通，使藤壺女御懷有身孕並生下一子（日後的冷泉帝）。兩人之間密通之事，只有暗中替其牽線的女房－王命婦及一名僧都知曉，而冷泉帝即位後從僧都口中知道了自己的身世，基於尊敬生父的心態，下詔賜予光源氏准太上天皇的地位。
光源氏最初的正妻是在他12歲行元服禮時的「添臥」－左大臣之女葵之上。晚年又迎兄長朱雀院的第三皇女－女三宮為正室。但實際上，在葵之上逝世後，光源氏實質的正妻就一直是他親手調教出來的理想情人－紫之上（又稱紫姬、紫之君、若紫等），同時紫之上也是光源氏一生中的最愛。而除紫之上以外，光源氏還同許多女性之間有戀愛關係：六條御息所、空蟬、夕顏、末摘花、花散里、明石之方等。
除和正妻葵之上之間的長子夕霧外，還有和藤壺中宮密通所生的冷泉帝、同明石之方所生的明石中宮。另外和女三宮之間還有名義上的次子－薰。
在兄長即位為朱雀帝之後，外戚右大臣一派的勢力大增，而身為右大臣派的核心人物－弘徽殿太后，原本打算將六妹朧月夜送入朱雀帝宮中成為女御，但由於在入宮前朧月夜即和光源氏私通，因而成為右大臣一派扳倒光源氏的藉口。而在醜聞尚未傳開前，光源氏自請處分罷官免職，並流放於須磨，之後在須磨海濱的居處受到明石入道的邀請，而前往明石入道在離須磨不遠、位於明石地方的宅邸中暫住。也因為這樣，在明石入道有意的安排，光源氏邂逅了明石入道之女－明石之方，並和其生下了光源氏唯一的女兒（明石姬君，未來的明石中宮）。
而在明石之方產下女兒前，光源氏得到赦免而回京。不久，兄長朱雀帝退位，冷泉帝即位，光源氏一派重振勢力，達到了無上的榮華。而為了和頭中將競爭及穩固自己的勢力，光源氏將六條御息所的遺女收為養女，並送入冷泉帝的後宮成為女御，爾後又晉為中宮（即秋好中宮）。
之後，將六條御息所的舊邸包括在內，光源氏下令建造了廣大的宅邸－六條院，並依四季名稱分為四町，且各有女主人：春之町的紫之上、光源氏和紫之上的養女明石姬君（明石之方所出，後交由紫之上撫養）；夏之町的花散里；秋之町，即六條御息所舊宅的部份，作為養女秋好中宮歸寧所居；冬之町的明石之方。至於光源氏的舊居二條院，則迎入曾和其有關係卻無所依靠的女性，如空蟬、末摘花等。
在正妻葵之上逝世後，雖然有著實質上的正妻紫之上，但紫之上畢竟非明媒正娶，因此光源氏名義上的正妻之位是空置的，也因此光源氏的兄長朱雀院希望將自己最寵愛的皇女－女三宮嫁給光源氏為正室，以讓女三宮得到庇護。由於女三宮是已逝的藤壺中宮之姪女（女三宮之母是藤壺中宮的異母妹），因此光源氏決定迎娶女三宮為正室，此舉也是造成往後紫之上身心痛苦的原因。
女三宮降嫁之後，雖然貌美但性格幼稚，使得光源氏相當失望，爾後女三宮更和愛慕她已久的柏木發生關係，東窗事發後光源氏十分憤怒，柏木則因此過度憂懼，抑鬱病逝；後女三宮產下一子（即光源氏名義上的次子－薰），使光源氏想起當年和藤壺中宮私通並生下冷泉帝一事，認為這是自己的因果報應，因此決定隱藏秘密將薰視為己出，撫養長大。
在紫之上逝世後，悲慟不已的光源氏在整理完身邊的瑣事後，即在嵯峨地方退隱並出家，不久死去（源氏物語中並未正面描寫光源氏出家與逝世的情節）。
一邊享受著現世的榮華富貴並同多名女性之間有來往，但又帶有佛教出世的思想，這樣的人物形象在光源氏死後被其後代－次子薰（實為女三宮和柏木所生）和外孫（明石姬君、及明石中宮與今上帝之子）－匂宮分別繼承。
愛神星上有兩座撞擊坑分別以源氏和藤壺的名字命名，谨以纪念这对恋人阴差阳错间终生无法相守的爱情。
源氏撞擊坑
該坑位於愛神星表面南緯19.5度，西經88.6度附近，半徑約750米，2003年被命名為源氏撞擊坑。
藤壺撞擊坑
該坑位於愛神星表面南緯3.7度，西經62.7度附近，半徑約850米，2003年被命名為藤壺撞擊坑。

## 关联项目
- 《源氏物语》
- 《源氏物语 (漫画)》

1. ↑  https://planetarynames.wr.usgs.gov/Feature/2140
2. ↑  https://planetarynames.wr.usgs.gov/Feature/2036